# Snorkel

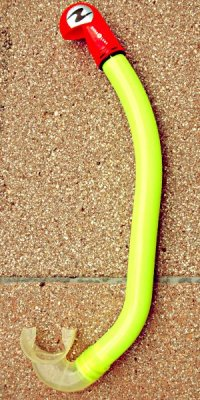
Snorkel.

Snorkel är ett redskap i form av ett rör som möjliggör att en person, ett fordon, eller ett fartyg kan få luft i undervattensläge. Hos en ubåt kan ordet även kallas luftmast.

## Dykarsnorkel
Snorkel används för att kunna andas in luft från ovanför vattenytan medan munnen och näsan är i undervattensläge, företrädesvis när man snorklar.
En snorkel kan även vara bra att ha vid dykning, för att kunna vila på ytan utan att förbruka luft i flaskan eller för att inte få kallsupar om det är vågor.
En dykarsnorkel är ett runt 30 centimeter långt, oftast J-format, tandat rör i plast eller gummi där ena ändan består av ett bitmunstycke, vanligtvis tillverkat av silikon. Snorkelns diameter, form och längd påverkar andningsmotståndet.
Maxlängden på en snorkel är runt 50 centimeter (normalt är 43 cm). Ett större djup än så, där det omkringliggande vattentrycket är högre, förstör syftet med snorkeln då lungorna inte kan blåsas upp vid inandning, på grund av att musklerna som utvidgar lungorna inte klarar det högre trycket. 
Snorklar kan fås i olika färger, ofta har de en form med mjuka, böjliga kurvor som sitter nära huvudet för minsta möjliga motstånd i vattnet och en del modeller har dessutom tömningsventil. När snorkeln används till dykning skall den fästas i dykmasken på vänster sida, med en snorkelhållare.

## Ubåtssnorkel
En ubåtssnorkel är ett redskap som tillåter att ubåtar kan ta in luft från ovanför vattenytan medan ubåten verkar i undervattensläge. Anordningen uppfanns strax innan andra världskrigets inledning av nederländaren J.J. Wichers och finslipades av tyskarna under kriget.
Scotts Shipbuilding & Engineering Co Ltd, Greenock, Scotland emellertid hade fått patent GB106330 för en ubatsnorkel år 1917, under första världskriget, fast det brittiska Royal Navy inte had tagit upp det.

## Fordonsnorkel
Militära fordon, så som jeepar, är kapabla att fastsätta snorklar för luftintag och motorutblås, för att möjliggöra för fordon att vada genom relativt djupt vatten, begränsat av förarens huvudhöjd. I fallet av en jeep, förseglas motorns alla öppningar och kabelledningar för att förhindra att vatten träder in i motorn. Sedan måste även fordonets hjullager ompackas av en ingenjör.

### Djupvadande stridsvagnar
Många moderna stridsvagnar och andra bepansrade stridsfordon har snorkelutrustning för att kunna vada över upp till fem meter djupa floder. Djupvadning av den här typen är mycket riskabelt och utförs endast om det inte finns några andra alternativ.
Västerländska stridsvagnars snorklar innefattar vanligtvis också ett bredare rör vid kommendörsluckan på tornet. I händelse av ett motorstopp under vattnet kan stridsvagnsbesättningen undsättas via en stege i det bredare röret. Utrustningen är klumpig och utdelas enbart när den behövs.
Innan genomförande av djupvadning med stridsvagn väljs en grund flodbank ut och ingenjörer måste rekognosera och göra i ordning bottnen. Stridsvagnar som kör under vatten har en viss flytförmåga och kränger därför svårkontrollerat. Varje stridsvagns snorkel har en flagga ditsatt, för att kompanichefen som kvarstannar vid strandkanten skall kunna ge ut navigationsorder till varje besättning som korsar floden.

## Källhänvisningar
1. ↑   snorkel i Nationalencyklopedins nätupplaga. Läst 28 januari 2015.